# Vlag van Oudega (Súdwest-Fryslân)

Vlag van Oudega

De vlag van Oudega is de dorpsvlag van het Nederlandse dorp Oudega, in de Friese gemeente Súdwest-Fryslân. De vlag werd in 1999 geregistreerd. Het ontwerp van de vlag is van de hand van R.J. Broersma.

## Beschrijving
De beschrijving van de vlag is als volgt:
Drie banen groen, geel en blauw in de verhouding van 3:1:1, daarvan zijn de gele en de blauwe baan golvend aaneengesloten; in de broektop een broektopvierkant met zijden gelijk aan 1/2 vlaghoogte, het vierkant gegeerd van geel en rood.
De kleuren zijn afkomstig van het dorpswapen.

## Symboliek
- Blauwe baan: verwijst naar het water in de omgeving van het dorp.[3]
- Groene baan: beeldt het grasland rond het dorp uit.[3]
- Gele baan: staat voor de dijken. Het duidt ook op de rietkragen langs het water.[3]
- Kanton: symbool voor Doris Mooltsje, een molen nabij het dorp.[3]

Kleurstelling: ontleend aan het wapen van Zuidergo, de landstreek waar het dorp eertijds in gelegen was.